# إد غورمان (كاتب)
إد غورمان (بالإنجليزية: Ed Gorman)‏ (1941، سيدار رابيدز في الولايات المتحدة - 14 أكتوبر 2016، سيدار رابيدز في الولايات المتحدة)؛ روائي أمريكي.

## روابط خارجية
- إد غورمان على موقع IMDb (الإنجليزية)